# 法圓
法圆（900年—973年），五代十国至北宋僧人，本郝姓。真定元氏人。
后唐长兴二年（931年）在本府观音院出家。一年后，受满足戒。后晋开运三年（946年）来本生地，寓天王院。次年契丹南侵，耶律德光回至常山栾城病死。永康王即位为辽世宗。北返留麻答耶律解里守镇州。辽人撤军，屠杀汉人，天王院八僧也在其中。法圆引颈两受刃，如击木石。晚上醒来，繞颈有痕缝。后来修养复原。后周显德年间寓居大名府成安县卯斋院。宋朝开宝六年（973年）圆寂，时年七十四岁，法腊五十一。